# Phragmidium fragariae-vestitae
Phragmidium fragariae-vestitae är en svampart som beskrevs av D.K. Agarwal 2001. Phragmidium fragariae-vestitae ingår i släktet Phragmidium och familjen Phragmidiaceae.   Inga underarter finns listade i Catalogue of Life.